# ذخیره‌گاه طبیعی کچمنت مرکزی
ذخیره‌گاه طبیعی کچمنت مرکزی (به لاتین: Central Catchment Nature Reserve) یک ذخیره‌گاه طبیعی در سنگاپور است که در Central Water Catchment واقع شده‌است.